# 조이드 퓨저스
조이드 퓨저스(ゾイドフューザーズ)는 조이드 시리즈 애니메이션의 세 번째 작품이다.

## 스토리
ZAC2230년. 동방 대륙에 위치한 근대 도시 블루 시티. 조이드 배틀 팀 · 마하 스톰에 소속된 소년 RD(아르데)는 아버지가 남긴 라이거 제로를 아이에게 뭐든 가게를 하면서, Zi 파이터 조이드 배틀에 출전을 추구했다.
그런 어느 날 평가전에서 조이드끼리의 합체에 의한 그 능력을 비약적으로 향상시키는 「Zi 커뮤」의 존재가 알려지면서 Zi 파이터들은 자신의 조이드와 조화한 조이드 Zi 파트너를 찾게 된다.
그리고 RD의 라이거 제로에도, 파이어 피닉스와의 조화 능력이 드러난다.